# Асизи на Романия
Вижте пояснителната страница за други значения на Асизи.
Асизите на Романия (на френски: Assises de Romanie), официално: Книгата на обичаите и статутите на Ромейската империя (на венециански: Libro de le Uxanze e Statuti de lo Imperio de Romania), е сборник със закони на Ахейското княжество, който с течение на времето постепенно се превръща в кодекс на общностното право на франските държави/владения в Средновековна Гърция през XIII – XV век. Това общностно право на франкократията продължава да се прилага на венецианските Йонийски острови до края XVIII век, т.е. до договора от Кампо Формио.
Компилацията се състои от пролог и 219 клаузи (члена). Традиционната история за произхода на този законодателен кодекс, разказана в пролога, е, че първият латински император Балдуин I го базира на Асизите на Йерусалим, но това е спорно. Сборникът всъщност е съставен във франкска Морея (Княжество Ахея) между 1333 и 1346 г. и се основава на различни правни традиции. Асизите на Йерусалим са ползвани при съставянето му дотолкова, доколкото са позволявали конкретните политически и военни обстоятелства на място. Колекцията се състои от феодални обичаи, внесени от кръстоносците директно от Западна Европа, законодателство от Франция и Анжуйски Неапол, византийско право по въпросите на наследството и крепостното право, както закони и съдебни решения от Латинската империя и Княжество Ахея.
Поради политическото превъзходство на Ахея асизите са приети в по-голямата част от франкска Средновековна Гърция.

### Издания
Има три критични издания на асизите на Романия, с преводи съответно на френски, английски и италиански език:
- Les Assises de Romanie: éd. critique avec une introd. et des notes.   Paris, H. Champion, 1930. OCLC 2365468.
- Feudal Institutions as Revealed in the Assizes of Romania: The Law Code of Frankish Greece; Translation of the Text of the Assizes with a Commentary on Feudal Institutions in Greece and Medieval Europe.   Philadelphia, University of Pennsylvania Press, 1949. OCLC 302644.
- Libro dele Uxanze e statuti delo imperio de Romania.   Spoleto, Centro italiano di studi sull'alto Medioevo, 1998. ISBN 9788879881401. OCLC 42616986.